# 2 Bad Mice
2 Bad Mice est un groupe britannique de musique électronique, originaire de Londres, en Angleterre.

## Histoire
O'Keefe et Colebrooke commencent à expérimenter la musique en 1990, en utilisant le matériel et le temps libre du home studio de Playford. Le trio forme 2 Bad Mice en 1991. Leur premier succès dans les charts est Hold It Down, qui atteint la 48e place en février 1992. 2 Bad Mice arrête de produire lorsque la scène hardcore commence à s'essouffler. Une compilation des meilleurs morceaux du groupe paraît sur le label américain Sm:)e Communications en 1995.
En septembre 1996, Bombscare atteint la 46e place des charts britanniques. Un nouveau label discographique est créé en 1996, Moshed (MOving Shadow HousE Dept). En 1997, le morceau Waremouse apparaît dans le film Le Chacal, dans la scène où Bruce Willis embrasse un homme dans une boîte de nuit gay. 

## Style musical
2 Bad Mice est considéré comme l'un des premiers groupes britanniques de hardcore à avoir commencé à incorporer des breakbeats dans son style. Il faisait partie de la scène hardcore du début au milieu des années 1990 et joue un rôle déterminant dans la mutation régulière de la musique vers la jungle/batterie et la basse.